# Hiatomyia signatiseta
Hiatomyia signatiseta är en tvåvingeart som först beskrevs av Hunter 1896.  Hiatomyia signatiseta ingår i släktet Hiatomyia och familjen blomflugor. Inga underarter finns listade i Catalogue of Life.